# Віпхаваді Рангсіт
Принцеса Віпхаваді Рангсіт (тай. วิภาวดีรังสิต; 20 листопада 1920 року, Бангкок, Таїланд — 16 лютого 1977, Сураттхані, Таїланд) — тайська принцеса, письменниця, державна діячка..

## Біографія
Принцеса Віпхаваді народилася 20 листопада 1920 року в Бангкоку. Вона була старшою донькою Ратчані Чемчарата, принца Пхітхайялонгкорна, і принцеси Пхонпхімонпхан Ратчані. Віпхаваді відвідувала приватну школу в Бангкоку. Після закінчення школи працювала особистим секретарем свого батька, який в той період вважався одним з найталановитіших і прогресивних поетів епохи Раттанакосін. Принц Пхітхайялонгкорн писав вірші під псевдонімом НоМоСо (น.ม.ส.). У віці 14 років принцеса Віпхаваді написала своє перше оповідання. Принцеса Віпхаваді писала під псевдонімом Во На Прамуанмак (ว.ณ. ประมวญ มารค). Свій перший роман «Головоломка» (ปริศนา) принцеса написала, коли їй було 18 років.
У 1946 році принцеса Віпхаваді вийшла заміж за принца Рангсіта. Молодята були єдиною парою, яка отримала благословення короля Таїланду Рами VIII Ананди Махідола (загинув в 1946 році, очолював країну декілька місяців). Принцеса Віпхаваді народила двох дочок.
Крім творчої діяльності принцеса займалася виконанням різних королівських проєктів, спрямованих на поліпшення якості життя громадян Таїланду. Так, з 1957 року принцеса супроводжувала короля Таїланду Раму IX Пхуміпона Адульядета і королеву Сірікіт в їх поїздках по країні. 1960 року під час першого королівського візиту за кордон принцеса, яка супроводжувала королівську пару, отримала статус фрейліни королеви Сірікіт. Разом з королем Рамою IX і королевою Сірікіт принцеса Віпхаваді відвідала 25 країн.
Протягом десяти років принцеса Віпхаваді займалася розробкою і здійсненням проєктів з розвитку сільського господарства в південних районах Таїланду. Ці проєкти фінансувалися королем Таїланду Рамою IX. 1967 року вона особисто вирушила в провінцію Сураттхані за наказом короля. Принцесу супроводжувала спеціальна медична бригада. Крім того, принцеса на особисті кошти купувала ліки, шкільне приладдя, одяг тощо, щоб допомогти нужденним у віддалених провінціях на півдні Таїланду.
З 1950-х років Комуністична партія Таїланду вела активну пропаганду у віддалених районах країни. У 1960-х роках багатьох громадських і політичних діячів, які підтримували комуністичні ідеї, посадили в тюрму. 1965 року комуністи створили Національно-визвольну армію Таїланду. Партизани розгорнули пропагандистську діяльність в південних районах Таїланду, куди часто приїжджала принцеса Віпхаваді. 16 лютого 1977 принцеса прибула з ліками і продовольством в провінцію Сураттхані. Від вибуху міни були поранені декілька військових, що її супроводжували. Принцеса разом з пораненими офіцерами вирушила до лікарні на королівському вертольоті. Комуністи обстріляли вертоліт, принцеса була важко поранена і померла на місці.
Кремація принцеси відбулася в монастирі Ратчабопхіт 4 квітня 1977 року. За заслуги перед країною і народом король посмертно нагородив принцесу найвищим орденом Дому Чакрі.